# Vaterpolo akademija Cattaro Kotor
Vaterpolo akademija Cattaro je crnogorski vaterpolski klub iz grada Kotora. Kao akademiji, cilj im je podignuti na najviši mogući nivo rad s mlađim ekipama. Nastoje popularizirati ženski vaterpolo, te smatraju kako bi njihov klub trebao biti osnova buduće crnogorske reprezentacije. Od sezone 2009./10. natječe se u Jadranskoj ligi.

## Sastav
- Jovan Popović
- Novak Jelić
- Aljoša Kunac
- Gojko Pijetlović
- Matej Nastran
- Željko Vukčević
- Marko Kordić
- Teo Đogaš
- Ivan Bjelobrković
- Javier Sánchez
- Marin Restović
- Ivan Žanetić
- Đorđe Filipović
- Sergej Lobov
- Nenad Kaluđerović
- Predrag Vasiljević
- Nikola Bjelanović
- Goran Vujošević
- Nenad Kaluđerović
- Predrag Vasiljević
- Nikola Bjelanović
- Tamás Varga
- Mile Smodlaka
- Duško Pijetlović

- trener: Mirko Vičević

### Hrvatski igrači u VA Cattaro
- Aljoša Kunac
- Teo Đogaš
- Mile Smodlaka
- Ivan Žanetić

## Klupski uspjesi
- Kup LEN 2009./2010.

Prva utakmica je završila 9:7 za Savonu, a u uzvratu su nakon produžetaka slavili Kotorani s 8:5.
Momčad koja je osvojila naslov prvaka:

Pjetlović, Nastran, Vukčević 1, Bjelobrković, Kordić, Smodlaka, Varga, Đogaš 3, Lobov, Žanetić, Kunac 1, Filipović 3, Mišić, Trener: Vičević

## Vanjske poveznice
- Službena stranica  Arhivirana inačica izvorne stranice od 25. lipnja 2009. (Wayback Machine)
- Sportnet Cattaro osvojio Kup LEN